# Evaniella haarupi
Evaniella haarupi är en stekelart som först beskrevs av Cameron 1909.  Evaniella haarupi ingår i släktet Evaniella och familjen hungersteklar. Inga underarter finns listade i Catalogue of Life.